# ماکسزاین
ماکسزاین (به آلمانی: Maxsain) یک شهر در آلمان است که در وستروالدکرایس واقع شده‌است. ماکسزاین ۱٬۱۵۷ نفر جمعیت دارد.